# Mr Gay Chile
Mr Gay Chile là danh hiệu sắc đẹp toàn diện quốc gia dành cho người đồng tính nam Chile. Việc lựa chọn ứng viên không chỉ dựa trên các đặc điểm ngoại hình. Kỹ năng giao tiếp được đánh giá từ các ứng viên, hình thức thể hiện của họ và trên hết là mức độ cam kết của mỗi người tham gia với các mục tiêu và giá trị của cộng đồng đồng tính. Được tổ chức lần đầu vào năm 2008.

## Người giữ danh hiệu
| Lần thứ | Năm       | Ngày                 | Mr Gay Chile                               | Á vương                                          | Á vương                             | Á vương                       | Á vương                      | Á vương                    | Nơi tổ chức                    | Số thí sinh | T.k.              |
| Lần thứ | Năm       | Ngày                 | Mr Gay Chile                               | 1                                                | 2                                   | 3                             | 4                            | 5                          | Nơi tổ chức                    | Số thí sinh | T.k.              |
| ------- | --------- | -------------------- | ------------------------------------------ | ------------------------------------------------ | ----------------------------------- | ----------------------------- | ---------------------------- | -------------------------- | ------------------------------ | ----------- | ----------------- |
| 1       | 2009      | 3 tháng 11 năm 2008  | Roberto Andres Álvarez Alvarado Santiago   | Álvaro PastrianPablo Salvador Sepúlveda Santiago | Không trao giải                     | Không trao giải               | Không trao giải              | Không trao giải            | Santiago, Vùng đô thị Santiago | 14          | [ 1 ] [ 2 ] [ 3 ] |
| 2       | 2010      | 8 tháng 12 năm 2009  | Pablo Salvador Santiago                    | Matías Aguilera Santiago                         | Alexis Romero Punta Arenas          | Không trao giải               | Không trao giải              | Không trao giải            | Santiago, Vùng đô thị Santiago | 25          | [ 4 ]             |
| 3       | 2011      | 18 tháng 12 năm 2010 | Alex Klocker Puerto Montt                  | Không rõ                                         | Không rõ                            | Không rõ                      | Không rõ                     | Không rõ                   | Viña del Mar, Valparaíso       | 10          | [ 5 ] [ 6 ] [ 7 ] |
| 4       | 2012      | 12 tháng 11 năm 2011 | Alexis Cabrera Santiago                    | Không trao giải                                  | Không trao giải                     | Không trao giải               | Không trao giải              | Không trao giải            | Santiago, Vùng đô thị Santiago | 2           |                   |
| 5       | 2012–2013 | 28 tháng 5 năm 2012  | Héctor Cáceres SantiagoJean Muñoz Santiago | Javier Mendéz Concepción                         | Không trao giải                     | Không trao giải               | Không trao giải              | Không trao giải            | Santiago, Vùng đô thị Santiago | 12          |                   |
| 6       | 2014      | 30 tháng 8 năm 2013  | Diego Felipe González Varas Antofagasta    | Camilo Muñoz Teno                                | Không trao giải                     | Không trao giải               | Không trao giải              | Không trao giải            | Santiago, Vùng đô thị Santiago | 8           |                   |
| 7       | 2016      | 29 tháng 1 năm 2016  | Jordan Saavedra Temuco                     | Alejandro Merino Chillán                         | Mauricio González Santiago          | Lister Aparicio Concepción    | Michel González San Fernardo | Không trao giải            | Santiago, Vùng đô thị Santiago | 8           |                   |
| 8       | 2017      | 7 tháng 1 năm 2017   | Juan Pedro Pávez Böhle Los Lagos           | Jesús Castillo Los Andes                         | Estefano De La Rivera Valparaíso    | Andreas Puyol Santiago        | Francisco Aros Antofagasta   | Không trao giải            | Rancagua, O'Higgins            | 36          |                   |
| 9       | 2018      | 13 tháng 1 năm 2018  | René Alfredo Rivera Lizana O´Higgins       | Matías Ramírez Valparaíso                        | José Miguel Paredes Nam Santiago    | Không trao giải               | Không trao giải              | Không trao giải            | Rancagua, O'Higgins            | 13          |                   |
| 10      | 2019      | 23 tháng 2 năm 2019  | Carlos Navarro O´Higgins                   | Guillermo Hermosilla Santiago                    | Andrés Carrasco Santiago            | Sebastian Azócar Santiago     | Diego Molina Santiago        | Không trao giải            | Santiago, Vùng đô thị Santiago | 16          | [ 8 ]             |
| 11      | 2024      | 16 tháng 3 năm 2024  | Juan José Villavicencio Viña Del Mar       | Nicolás Vásquez Nam Santiago                     | Guillermo Hermosilla Trung Santiago | Sebastián Azocar Bắc Santiago | Christopher Gómez Linares    | Sebastián Armijo Melipilla | Rancagua, O'Higgins            | 12          | [ 9 ]             |

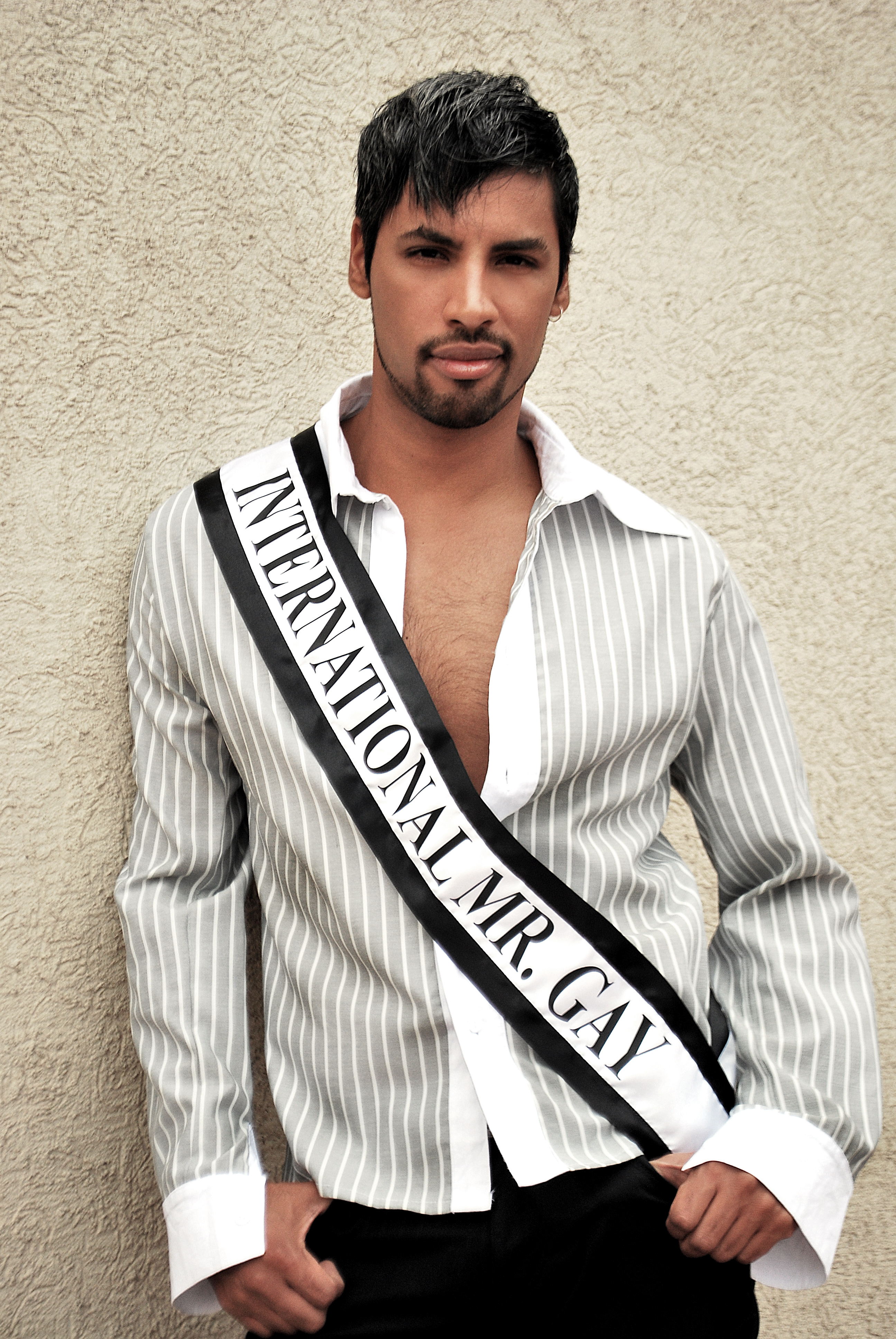
Pablo Salvador Sepúlveda giữ danh hiệu International Mr. Gay
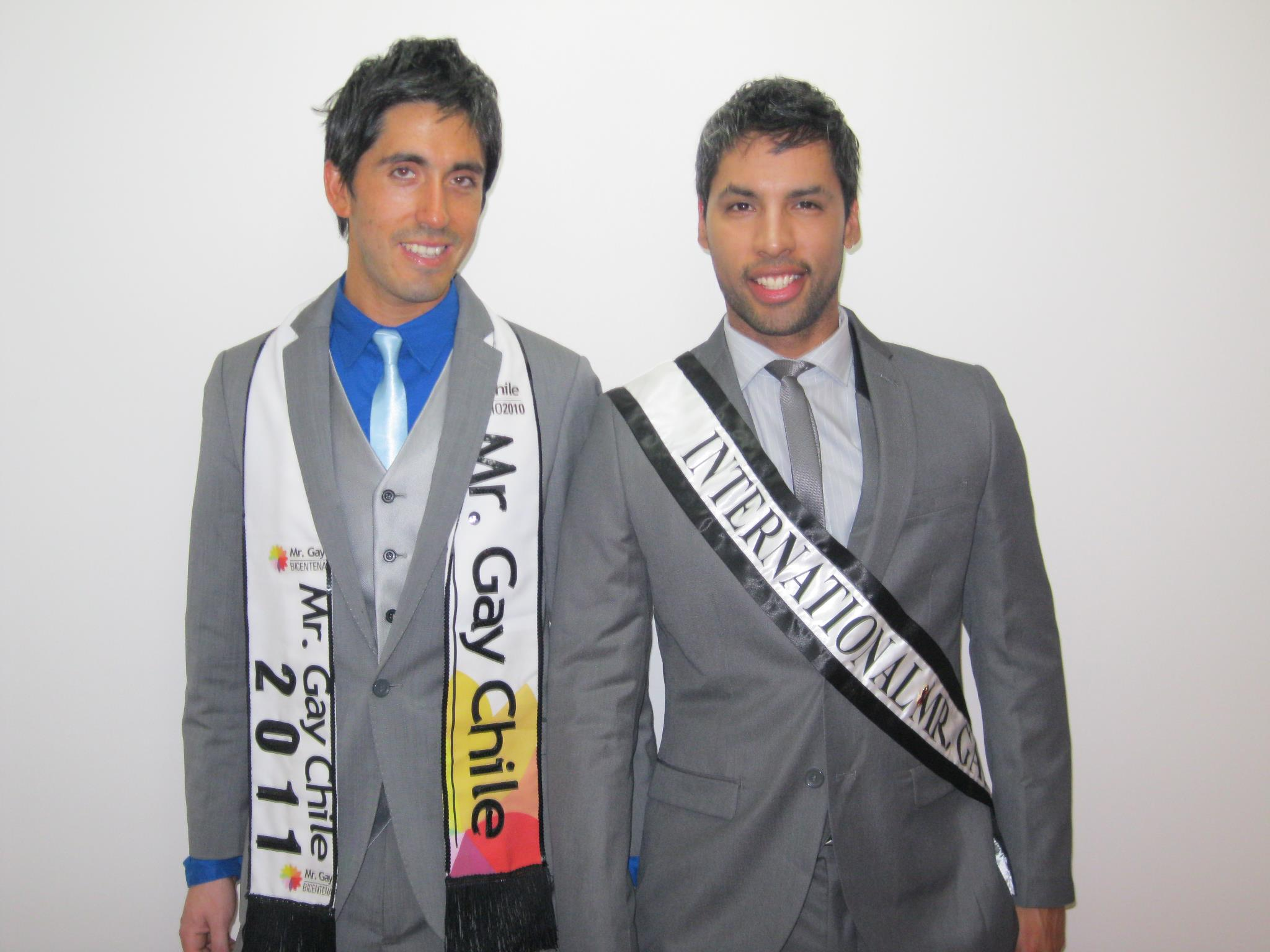
Mr Gay Chile 2011 Alex Klocker đến từ Puerto Montt và International Mr Gay 2011–2012 và cựu Mr Gay Chile Pablo Salvador
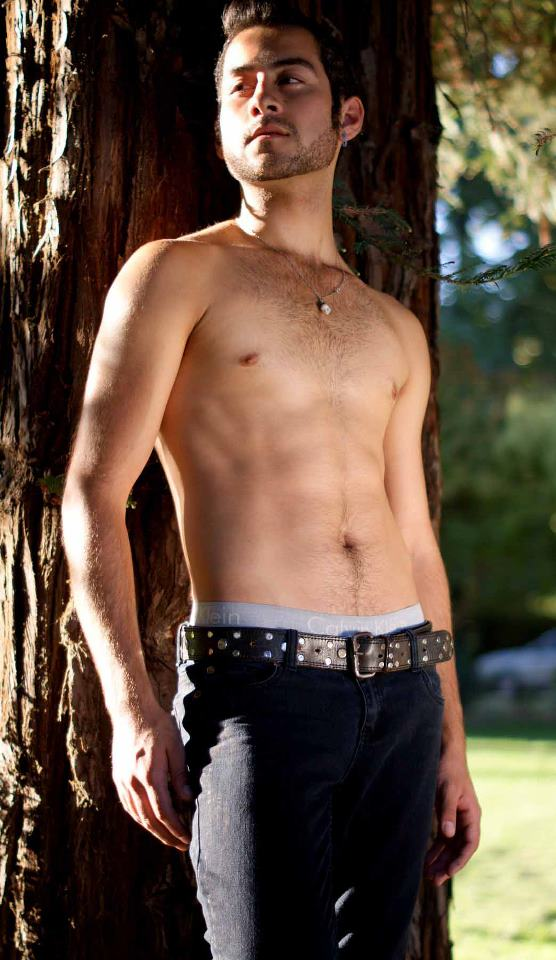
Jean Daniel Muñoz đại diện Chile tại Mr Gay World 2013
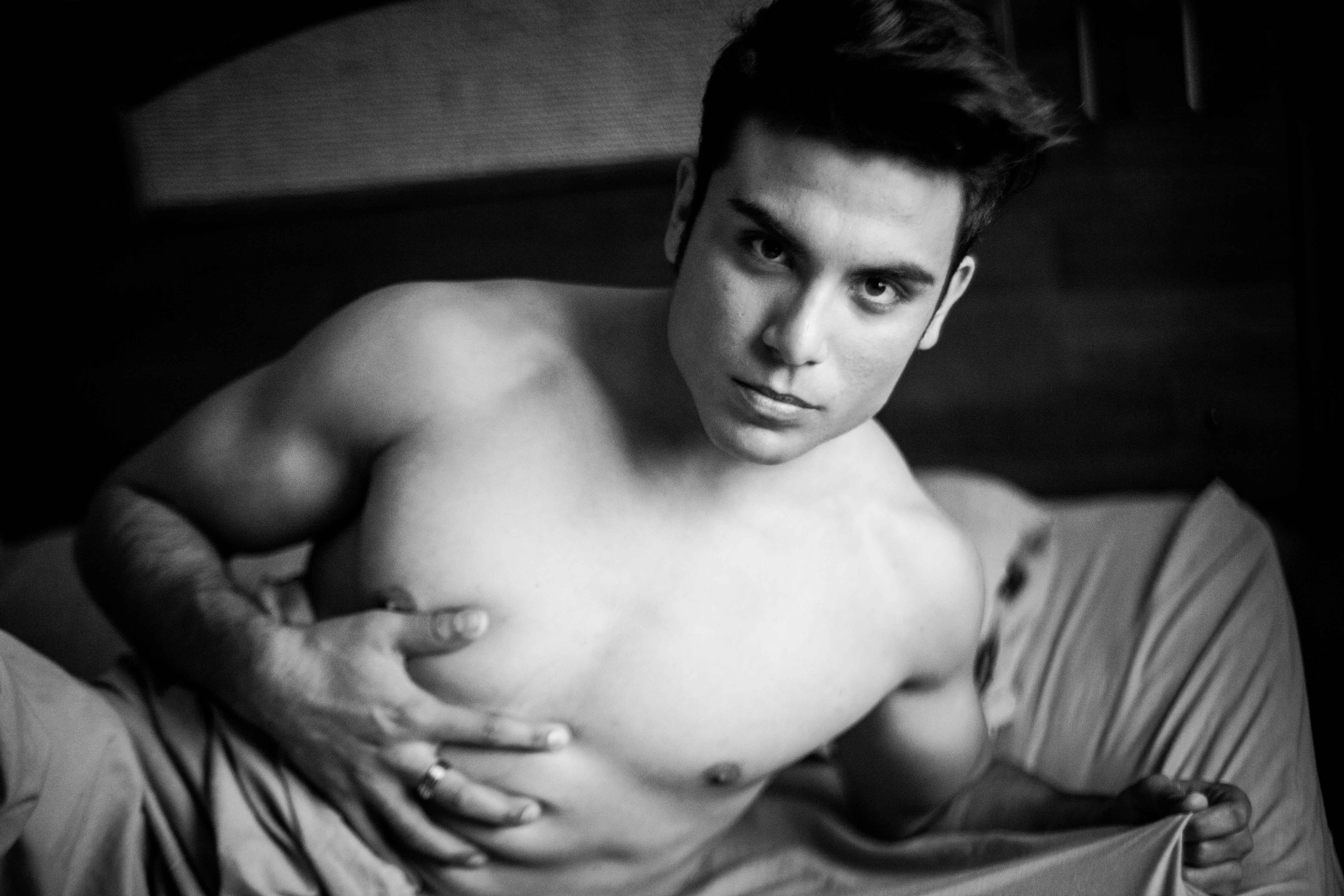
Mr Gay Chile 2014 Diego Felipe González

## Dự thi cuộc thi sắc đẹp quốc tế

### Mr Gay World
Chú thích màu
- : Nam vương
- : Á vương
- : Top chung kết
- : Top bán chung kết
- : Được giải thưởng đặc biệt

| Năm  | Thí sinh                        | Thứ hạng       | Giải thưởng đặc biệt                            |
| ---- | ------------------------------- | -------------- | ----------------------------------------------- |
| 2009 | Roberto Andres Alvarez Alvarado | Không đạt giải |                                                 |
| 2010 | Pablo Salvador Sepúlveda        | Không đạt giải |                                                 |
| 2012 | Christopher Romo Terraza        | Không đạt giải |                                                 |
| 2013 | Jean Daniel Muñoz               | Không đạt giải |                                                 |
| 2016 | Jordan Saavedra                 | Không đạt giải |                                                 |
| 2017 | Juan Pedro Pavez Böhle          | Top 10         | 2 - - Mr. Fashion Show - Sport Challenge Winner |
| 2018 | René Alfredo Rivera Lizana      | Không đạt giải |                                                 |
| 2019 | Carlos Navarro                  | Không đạt giải |                                                 |
| 2022 | Jesús Castillo Perez            | Không đạt giải |                                                 |
| 2023 | Francisco Aros                  | Không đạt giải |                                                 |
| 2024 | Juan José Villavicencio         | Không đạt giải |                                                 |

### International Mr Gay
Chú thích màu
- : Nam vương
- : Á vương
- : Top chung kết
- : Top bán chung kết
- : Được giải thưởng đặc biệt

| Năm  | Thí sinh                 | Thứ hạng             |
| ---- | ------------------------ | -------------------- |
| 2011 | Pablo Salvador Sepúlveda | International Mr Gay |
| 2012 | Héctor Enrique Cáceres   | Không đạt giải       |